# 727

## Decese
- 30 mai: Sfântul Hubert episcop sfânt al Bisericii Catolice (n. ?)